# Lucy Hale
Karen Lucille "Lucy" Hale (Memphis, 14 de junho de 1989), é uma atriz, cantora e compositora norte-americana. É mais conhecida por ter atuado no elenco principal da série Pretty Little Liars, no papel de Aria Montgomery. Por suas atuações em comédias românticas no cinema, ela foi considerada a Meg Ryan de sua geração.
Hale também estrelou a série do canal The CW, Life Sentence, interpretando a personagem Stella Abbott e protagonizou a série Katy Keene do mesmo canal interpretando Katy Keene. No cinema, fez filmes como Verdade ou Desafio? (2018) e O Jogo do Amor - Òdio (2021). 

## Início da vida
Lucy Hale nasceu em Memphis no Tennessee e é a mais nova de três irmãs. Começou sua carreira cantando no reality American Juniors em 2003, e depois dedicou-se a atuar. Mudou-se aos 15 anos para Los Angeles com a sua mãe e foi educada em casa durante o colegial.

## Carreira

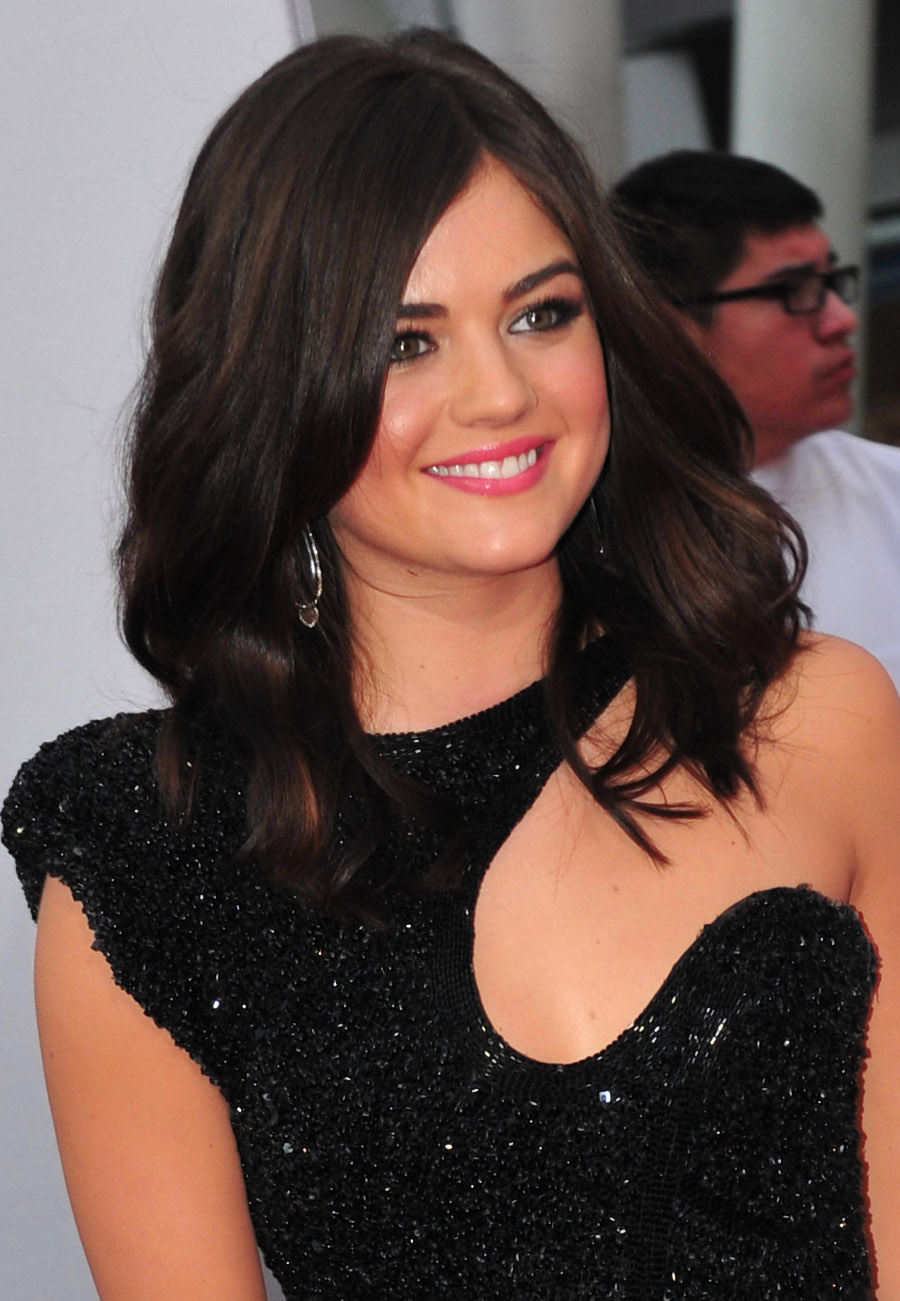
Lucy Hale em 2012.

### Como atriz
Como atriz apareceu em diversas produções de televisão como Drake & Josh, Ned's Declassified School Survival Guide, The O.C. e How I Met Your Mother. Filmou também um piloto para um seriado da ABC chamado Secrets of a Small Town; e um piloto para o seriado da FOX chamado The Apostles; e ainda um piloto para uma série da ABC chamada American Family. Apareceu também em os Wizards of Waverly Place.
No filme The Sisterhood of the Traveling Pants 2, ela interpretou Effie, a irmã de Lena. Em 2011, interpretou Katie Gibbs no filme Cinderella Once Upon a Song. Interpretou Rose Baker no seriado Privileged, transmitido nos Estados Unidos pela CW. Lucy Hale ficou mais conhecida por interpretar Aria Montgomery na série Pretty Little Liars do canal ABC Family, que chegou ao Brasil no dia 30 de Março de 2011, exibido pelo canal Boomerang. Em 2016 Lucy Hale começou as gravações do filme de comédia original Netflix, Dude - A Vida é Assim que estreou em 20 de abril de 2018.
Lucy estrelou a dramédia do canal The CW, Life Sentence. A série conta a história de uma jovem que decide viver como se fosse o último dia após pensar que tem câncer terminal… Mas ela descobre que na verdade não está doente. Agora ela precisa lidar as consequências das decisões que tomou enquanto “viveu como se estivesse morrendo”. A dramédia é escrita por Erin Cardillo e Richard Keith, escritores de Significant Mother.
Em 2018 ela também estrelou o filme de terror Verdade ou Desafio ao lado do ator Tyler Posey.

### Como cantora
Começou a carreira de cantora em 2012, assinou contrato com a Hollywood Records para gravar seu primeiro CD. O primeiro single e vídeo clipe “You Sound Good To Me” foi lançado em 7 de janeiro de 2014 na plataforma do YouTube. No dia 12 de fevereiro de 2014, através de suas redes sociais, Lucy anunciou o nome do primeiro álbum de sua carreira, Road Between. Lançou o álbum a 3 de Junho de 2014. Mais tarde, dia 21 de Julho de 2014, lançou o segundo single "Lie A Little Better", cujo vídeo clipe foi gravado no Grand Ole Opry.

## Vida pessoal
Já namorou com o ator David Henrie, coprotagonista de Wizards of Waverly Place, seriado do qual ela fez uma participação como Miranda, uma namorada de Justin (interpretado por David). Namorava o tecladista da banda The Cab, Alex Marshall. Manteve um relacionamento com o ator Chris Zylka durante 2012. Lucy assumiu um namoro com o ator Graham Rogers. em junho de 2013, mas terminaram com pouco mais de 3 meses. Em 2014, namorou o cantor country Joel Crouse. Em outubro de 2014 revelou que estava em um relacionamento com Anthony Kalabretta, mas no início de 2017 o relacionamento chegou ao fim.
Em fevereiro de 2023, Lucy Hale revelou que sofre de alcoolismo mas que está lutando contra o vício e que, em 2 de janeiro de 2023, conseguiu completar um ano sem beber.

## Filmografia

### Cinema
| Ano  | Título                                  | Papel           | Nota                                     |
| ---- | --------------------------------------- | --------------- | ---------------------------------------- |
| 2008 | The Sisterhood of the Traveling Pants 2 | Effie Kaligaris | Coadjuvante                              |
| 2011 | Scream 4                                | Sherrie Marconi | Coadjuvante                              |
| 2011 | Cinderella Once Upon a Song             | Katie Gibbs     |                                          |
| 2012 | Secret of the Wings                     | Periwinkle      | Voz                                      |
| 2016 | Waiting on Roxie                        | Roxie Hart      | Curta-metragem                           |
| 2018 | The Unicorn                             | Jesse           |                                          |
| 2018 | Truth or Dare                           | Olivia          | Protagonista                             |
| 2018 | Dude                                    | Lily            | Protagonista                             |
| 2020 | Fantasy Island                          | Melanie         |                                          |
| 2020 | A Nice Girl Like You                    | Lucy Neal       | Protagonista; co-produtora               |
| 2020 | Son of the South                        | Carol Anne      |                                          |
| 2021 | The Hating Game                         | Lucy Hutton     | Protagonista; também produtora executiva |
| 2022 | Borrego                                 | Elly            | Protagonista; também produtora executiva |
| 2022 | Big Gold Brick                          | Lily Deveraux   |                                          |
| 2022 | The Storied Life of A. J. Fikry         | Amelia          | Protagonista; também produtora executiva |
| 2023 | Inside Man                              | Gina            | Protagonista                             |
| 2023 | Puppy Love                              | Nicole Matthews | Protagonista                             |
| 2024 | Which Brings Me to You                  | Jane            | Também produtora                         |

### Televisão
| Ano       | Título                                                 | Papel                           | Nota                                            |
| --------- | ------------------------------------------------------ | ------------------------------- | ----------------------------------------------- |
| 2003      | American Juniors                                       | Ela própria                     | 17 episódios                                    |
| 2003      | An American Idol Christmas                             | Ela própria                     | Documentário para TV                            |
| 2005      | Ned's Declassified School Survival Guide               | Amy Cassidy                     |                                                 |
| 2006      | Secrets of a Small Town                                | Tisha Steele                    |                                                 |
| 2006      | Drake & Josh                                           | Hazel                           |                                                 |
| 2006      | The O.C.                                               | Hadley Hawthorne                | Episódio: "The Man of the Year"                 |
| 2007;2014 | How I Met Your Mother                                  | Katie Scherbatsky               | Episódios: "First Time in New York", "Vesuvius" |
| 2006      | Bionic Woman                                           | Becca Sommers                   |                                                 |
| 2006      | Wizards of Waverly Place                               | Miranda Hampson                 |                                                 |
| 2006      | American Family                                        | Brittany Jane                   |                                                 |
| 2008      | Jonas Brothers: Living the Dream                       | Ela própria                     |                                                 |
| 2008      | Privileged                                             | Rose Baker                      |                                                 |
| 2008      | The Apostles                                           | Rachel Rydell                   |                                                 |
| 2009      | Fear Island                                            | Jenna / Megan                   | Protagonista                                    |
| 2009      | Sorority Wars                                          | Katie Parker                    |                                                 |
| 2009      | Ruby and the Rockits                                   | Kristen                         |                                                 |
| 2009      | Private Practice                                       | Danielle                        |                                                 |
| 2010      | CSI: Miami                                             | Phoebe Nichols / Vanessa Patton |                                                 |
| 2010–2017 | Pretty Little Liars                                    | Aria Montgomery                 | Protagonista                                    |
| 2012      | Punk'd                                                 | Ela Mesma                       |                                                 |
| 2013      | Hey Tucker!                                            | Lucy                            | Minissérie                                      |
| 2014      | Baby Daddy                                             | Piper Stockdale                 |                                                 |
| 2016      | Dick Clark's New Year's Rockin' Eve with Ryan Seacrest | Ela mesma                       |                                                 |
| 2018      | Life Sentence                                          | Stella Abbott                   | Protagonista                                    |
| 2019      | Ryan Hansen Solves Crimes on Television                | Det. Lake                       | Episódio: "The Ry Chromosome"                   |
| 2020      | Riverdale                                              | Katy Keene                      | Participação 4x12                               |
| 2020      | Katy Keene                                             | Katy Keene                      | Protagonista                                    |
| 2020      | Day by Day                                             | Maya                            | Voz; episódio: "Big Nights In"                  |
| 2021      | Ragdoll                                                | DC Lake Edmunds                 | Papel principal                                 |

## Discografia

### Álbuns
| Título       | Detalhes                                                                                                 | Melhor posição | Melhor posição | Melhor posição | Melhor posição | Vendas        |
| ------------ | --- | -------------- | -------------- | -------------- | -------------- | ------------- |
| Road Between | - Data de lançamento: 3 de Junho de 2014 - Formatos: CD, Download Digital - Gravadora: Hollywood Records | US Country     | US             | CAN            | AUS            | - US: 44.000+ |
| Road Between | - Data de lançamento: 3 de Junho de 2014 - Formatos: CD, Download Digital - Gravadora: Hollywood Records | 4              | 14             | 13             | 57             | - US: 44.000+ |

### Singles
| Ano  | Título                 | Melhor posição | Melhor posição     | Melhor posição | Melhor posição | Álbum        |
| Ano  | Título                 | US Hot Country | US Country Airplay | US             | CAN            | Álbum        |
| ---- | ---------------------- | -------------- | ------------------ | -------------- | -------------- | ------------ |
| 2014 | "You Sound Good To Me" | 21             | 47                 | 88             | 57             | Road Between |
| 2014 | "Lie A Little Better"  | —              | 54                 | —              | —              | Road Between |

### Outras músicas
| Ano  | Título                           | Melhor posição     | Melhor posição     | Álbum          |
| Ano  | Título                           | US Country Digital | US Holiday Digital | Álbum          |
| ---- | -------------------------------- | ------------------ | ------------------ | -------------- |
| 2014 | "Nervous Girls"                  | 48                 | —                  | Road Between   |
| 2014 | "Mistletoe"                      | —                  | 40                 | S/A            |
| 2015 | "Let It Go" (With Rascal Flatts) | —                  | —                  | We Love Disney |

### Trilhas sonoras
| Ano  | Música                       | Álbum                                |
| ---- | ---------------------------- | ------------------------------------ |
| 2004 | "I'm Gonna Make You Love Me" | Kids in America                      |
| 2004 | "One Step Closer"            | Kids in America                      |
| 2004 | "Kids in America"            | Kids in America                      |
| 2011 | "Run This Town"              | A Cinderella Story: Once Upon a Song |
| 2011 | "Make You Believe"           | A Cinderella Story: Once Upon a Song |
| 2011 | "Bless Myself"               | A Cinderella Story: Once Upon a Song |
| 2011 | "Extra Ordinary"             | A Cinderella Story: Once Upon a Song |

### Vídeos musicais
| Ano  | Título                 | Diretor         |
| ---- | ---------------------- | --------------- |
| 2014 | "You Sound Good to Me" | Philip Andelman |
| 2014 | "Lie a Little Better"  | Philip Andelman |

## Prêmios e indicações
| Ano  | Prêmio                  | Categoria                                                                   | Trabalho indicado   | Resultado |
| ---- | ----------------------- | --------------------------------------------------------------------------- | ------------------- | --------- |
| 2010 | Teen Choice Awards      | Atriz de TV de Verão                                                        | Pretty Little Liars | Venceu    |
| 2011 | Young Hollywood Awards  | Elenco Para assistir (com Troian Bellisario, Ashley Benson e Shay Mitchell) | Pretty Little Liars | Venceu    |
| 2011 | Teen Choice Awards      | Atriz de TV de Verão                                                        | Pretty Little Liars | Venceu    |
| 2012 | Teen Choice Awards      | Atriz Dramática                                                             | Pretty Little Liars | Venceu    |
| 2013 | Gracie Allen Awards     | Melhor Performance por uma Nova Estrela                                     | Pretty Little Liars | Venceu    |
| 2013 | Teen Choice Awards      | Atriz de TV de verão                                                        | Pretty Little Liars | Venceu    |
| 2014 | People's Choice Awards  | Atriz de TV a cabo Favorita                                                 | Pretty Little Liars | Venceu    |
| 2014 | Teen Choice Awards      | Atriz Dramática                                                             | Pretty Little Liars | Venceu    |
| 2014 | MTV Europe Music Awards | Artist On The Rise                                                          | Ela própria         | Indicado  |
| 2015 | People's Choice Awards  | Cable TV actress                                                            | Pretty Little Liars | Indicado  |
| 2015 | People's Choice Awards  | Female Country Artist                                                       | Ela própria         | Indicado  |